# Damsten
Der Damsten war eine megalithische Grabanlage der jungsteinzeitlichen Nordgruppe der Trichterbecherkultur im Kirchspiel Stenløse in der dänischen Kommune Egedal. Seine Überreste wurden 2005 entdeckt und archäologisch untersucht.

## Lage
Das Grab lag südwestlich von Stenløse auf dem Gelände des Værebro Golfcenter. In der näheren Umgebung gibt bzw. gab es zahlreiche weitere megalithische Grabanlagen.

## Forschungsgeschichte
Das Grab wurde 2005 im Zuge der Errichtung des Golfplatzes durch Mitarbeiter des Frederikssund Museums entdeckt und untersucht.

## Beschreibung
Zu den Maßen, der Orientierung und dem Typ der Anlage liegen keine Angaben vor.